# Eredivisie de 2015–16
A Eredivisie de 2015–16 foi a 60.ª edição do Campeonato Holandês de Futebol. O PSV Eindhoven entra como atual campeão.

## Promovidos e Rebaixados
| Pos. | Rebaixados da Eredivisie 2014-15 |
| ---- | -------------------------------- |
| 18º  | NAC Breda (Promoção)             |
| 19º  | Go Ahead Eagles (Promoção)       |
| 20º  | Dordrecht                        |

| Pos. | Promovidos da Eerste Divisie |
| ---- | ---------------------------- |
| 1º   | NEC Nijmegen                 |
| 2º   | Roda JC (Promoção)           |
| 4º   | De Graafschap (Promoção)     |

## Participantes

### Número de equipes por província
| Posição | Província         | Nº de equipes | Equipes                                    |
| ------- | ----------------- | ------------- | ------------------------------------------ |
| 1       | Holanda do Sul    | 3             | ADO Den Haag, Feyenoord e Sparta Rotterdam |
| 1       | Overissel         | 3             | Heracles Almelo, PEC Zwolle e Twente       |
| 1       | Guéldria          | 3             | De Graafschap, NEC Nijmegen e Vitesse      |
| 4       | Frísia            | 2             | Cambuur e Heerenveen                       |
| 4       | Brabante do Norte | 2             | PSV Eindhoven e Willem II                  |
| 4       | Holanda do Norte  | 2             | Ajax e AZ Alkmaar                          |
| 7       | Groninga          | 1             | Groningen                                  |
| 7       | Limburgo          | 1             | Roda JC                                    |
| 7       | Utrecht           | 1             | Utrecht                                    |

### Informação dos clubes
| Equipe             | Cidade     | Estádio (mando)          | Capacidade |
| ------------------ | ---------- | ------------------------ | ---------- |
| ADO Den Haag       | Haia       | Kyocera Stadion          | 15.000     |
| Ajax               | Amesterdã  | Amsterdam Arena          | 53.052     |
| AZ Alkmaar         | Alkmaar    | AFAS Stadion             | 17.023     |
| Cambuur-Leeuwarden | Leeuwarden | Cambuur Stadion          | 10.250     |
| De Graafschap      | Doetinchem | Stadion De Vijverberg    | 12.600     |
| Excelsior          | Roterdã    | Stadion Woudestein       | 3.531      |
| Feyenoord          | Roterdã    | De Kuip                  | 51.177     |
| Groningen          | Groninga   | Euroborg                 | 22.550     |
| Heerenveen         | Heerenveen | Abe Lenstra Stadion      | 26.100     |
| Heracles Almelo    | Almelo     | Polman Stadion           | 8.500      |
| NEC Nijmegen       | Nimega     | Goffert Stadion          | 12.500     |
| PSV Eindhoven      | Eindhoven  | Philips Stadion          | 36.000     |
| Roda JC            | Kerkrade   | Parkstad Limburg Stadion | 19.979     |
| Twente             | Enschede   | De Grolsch Veste         | 30.205     |
| Utrecht            | Utrecht    | Stadion Galgenwaard      | 23.750     |
| Vitesse            | Arnhem     | GelreDome                | 25.000     |
| Willem II          | Tilburgo   | Willem II Stadion        | 14.637     |
| Zwolle             | Zwolle     | IJsseldelta Stadion      | 12.500     |

## Classificação
Atualizado em 10/05/2016
| Pos | Equipes                      | Pts | J  | V  | E  | D  | GM | GS | SG  | Classificação ou rebaixamento                                              |
| --- | ---------------------------- | --- | -- | -- | -- | -- | -- | -- | --- | -------------------------------------------------------------------------- |
| 1   | PSV Eindhoven                | 84  | 34 | 26 | 6  | 2  | 88 | 32 | +56 | Fase de Grupos da Liga dos Campeões da UEFA de 2016–17                     |
| 2   | Ajax                         | 82  | 34 | 25 | 7  | 2  | 81 | 21 | +60 | Terceira pré-eliminatória da Liga dos Campeões da UEFA de 2016–17          |
| 3   | Feyenoord                    | 63  | 34 | 19 | 6  | 9  | 62 | 40 | +22 | Fase de Grupos da Liga Europa da UEFA de 2016–17                           |
| 4   | AZ Alkmaar                   | 59  | 34 | 18 | 5  | 11 | 71 | 53 | +18 | Terceira pré-eliminatória da Liga Europa da UEFA de 2016–17                |
| 5   | Utrecht                      | 53  | 34 | 15 | 8  | 11 | 57 | 49 | +8  | Play-off para a Segunda pré-eliminatória da Liga Europa da UEFA de 2016–17 |
| 6   | Heracles Almelo              | 51  | 34 | 14 | 9  | 11 | 47 | 48 | −1  | Play-off para a Segunda pré-eliminatória da Liga Europa da UEFA de 2016–17 |
| 7   | Groningen                    | 50  | 34 | 14 | 8  | 12 | 41 | 49 | −8  | Play-off para a Segunda pré-eliminatória da Liga Europa da UEFA de 2016–17 |
| 8   | Zwolle                       | 48  | 34 | 14 | 6  | 14 | 56 | 53 | +3  | Play-off para a Segunda pré-eliminatória da Liga Europa da UEFA de 2016–17 |
| 9   | Vitesse                      | 46  | 34 | 12 | 10 | 12 | 55 | 38 | +17 |                                                                            |
| 10  | NEC Nijmegen                 | 46  | 34 | 13 | 7  | 14 | 37 | 42 | −5  |                                                                            |
| 11  | ADO Den Haag                 | 43  | 34 | 10 | 13 | 11 | 48 | 50 | −2  |                                                                            |
| 12  | Heerenveen                   | 42  | 34 | 11 | 9  | 14 | 46 | 61 | −15 |                                                                            |
| 13  | Twente                       | 40  | 34 | 12 | 7  | 15 | 49 | 64 | −15 |                                                                            |
| 14  | Roda JC                      | 34  | 34 | 8  | 10 | 16 | 34 | 54 | −20 |                                                                            |
| 15  | Excelsior                    | 30  | 34 | 7  | 9  | 18 | 34 | 60 | −26 |                                                                            |
| 16  | Willem II                    | 29  | 34 | 6  | 11 | 17 | 35 | 53 | −18 | Play-off de Rebaixamento                                                   |
| 17  | De Graafschap                | 23  | 34 | 5  | 8  | 21 | 39 | 65 | −26 | Play-off de Rebaixamento                                                   |
| 18  | Predefinição:Futebol Cambuur | 18  | 34 | 3  | 9  | 22 | 33 | 79 | −46 | Zona de rebaixamento à Eerste Divisie                                      |

## Confrontos
|                 | ADO | AJX | AZ  | CAM | GRA | EXC | FEY | GRO | HEE | HER | NEC | PEC | PSV | RJC | TWE | UTR | VIT | WIL |
| --------------- | --- | --- | --- | --- | --- | --- | --- | --- | --- | --- | --- | --- | --- | --- | --- | --- | --- | --- |
| ADO Den Haag    | —   | 0–1 | 1–2 | 2–1 | 1–1 | 3–3 | 1–0 | 0–1 | 1–1 | 0–1 | 1–0 | 0–2 | 2–2 | 2–2 | 2–1 | 1–1 | 2–2 | 1–1 |
| Ajax            | 4–0 | —   | 4–1 | 5–1 | 2–1 | 3–0 | 2–1 | 2–0 | 5–2 | 0–0 | 2–2 | 3–0 | 1–2 | 6–0 | 4–0 | 2–2 | 1–0 | 3–0 |
| AZ Alkmaar      | 0–1 | 0–3 | —   | 3–1 | 4–1 | 2–0 | 4–2 | 4–1 | 3–1 | 3–1 | 2–4 | 5–1 | 2–4 | 0–1 | 3–1 | 2–2 | 1–0 | 0–0 |
| Cambuur         | 1–1 | 0–1 | 1–1 | —   | 2–3 | 0–2 | 0–2 | 2–2 | 0–1 | 1–6 | 3–1 | 1–0 | 0–6 | 0–1 | 0–0 | 0–2 | 0–2 | 1–1 |
| De Graafschap   | 3–1 | 1–1 | 1–3 | 2–2 | —   | 2–0 | 1–2 | 1–2 | 0–1 | 0–1 | 1–1 | 0–3 | 3–6 | 3–0 | 1–1 | 0–1 | 2–2 | 2–2 |
| Excelsior       | 2–4 | 0–2 | 2–2 | 1–4 | 3–0 | —   | 2–4 | 2–1 | 1–1 | 1–3 | 2–0 | 2–2 | 1–3 | 0–1 | 1–1 | 1–0 | 0–3 | 0–0 |
| Feyenoord       | 0–2 | 1–1 | 3–1 | 3–1 | 3–1 | 3–0 | —   | 1–1 | 1–2 | 3–0 | 1–0 | 2–0 | 0–2 | 1–1 | 5–0 | 3–2 | 2–0 | 1–0 |
| Groningen       | 2–1 | 1–2 | 2–0 | 2–0 | 3–1 | 2–0 | 1–1 | —   | 3–1 | 2–1 | 0–0 | 2–0 | 0–3 | 1–0 | 1–1 | 1–4 | 0–3 | 2–1 |
| Heerenveen      | 0–4 | 0–2 | 4–2 | 2–0 | 3–1 | 2–1 | 2–5 | 1–2 | —   | 0–1 | 1–1 | 1–1 | 1–1 | 3–0 | 1–3 | 0–4 | 0–0 | 3–1 |
| Heracles Almelo | 1–1 | 0–2 | 3–6 | 3–1 | 2–1 | 0–0 | 2–2 | 2–1 | 2–0 | —   | 3–0 | 2–0 | 2–1 | 0–5 | 2–0 | 1–1 | 1–1 | 2–1 |
| NEC Nijmegen    | 4–1 | 0–2 | 0–3 | 2–1 | 2–0 | 1–0 | 3–1 | 1–1 | 2–0 | 1–0 | —   | 2–2 | 0–3 | 1–2 | 2–0 | 1–0 | 2–1 | 1–0 |
| PEC Zwolle      | 2–1 | 0–2 | 2–1 | 2–2 | 2–1 | 3–0 | 3–1 | 1–3 | 5–2 | 1–1 | 2–0 | —   | 1–3 | 3–1 | 2–1 | 1–2 | 1–5 | 4–1 |
| PSV Eindhoven   | 2–0 | 0–2 | 3–0 | 6–2 | 4–2 | 1–1 | 3–1 | 2–0 | 1–1 | 2–0 | 2–1 | 3–2 | —   | 1–1 | 4–2 | 3–1 | 2–0 | 2–0 |
| Roda JC         | 1–1 | 2–2 | 0–1 | 1–1 | 1–0 | 1–2 | 1–1 | 0–0 | 1–2 | 3–1 | 0–0 | 0–5 | 0–3 | —   | 0–1 | 1–0 | 1–2 | 2–3 |
| Twente          | 1–4 | 2–2 | 2–2 | 3–0 | 2–1 | 2–0 | 0–1 | 2–0 | 1–4 | 4–0 | 1–0 | 2–1 | 1–3 | 2–1 | —   | 3–1 | 2–2 | 1–3 |
| Utrecht         | 2–2 | 1–0 | 1–3 | 3–3 | 0–2 | 2–1 | 1–2 | 2–0 | 1–1 | 4–2 | 3–1 | 1–0 | 0–2 | 1–1 | 4–2 | —   | 2–1 | 2–1 |
| Vitesse         | 2–2 | 1–3 | 0–2 | 4–1 | 3–0 | 0–0 | 0–2 | 5–0 | 3–0 | 1–1 | 1–0 | 1–1 | 0–1 | 3–0 | 5–1 | 1–3 | —   | 0–1 |
| Willem II       | 0–2 | 0–4 | 0–2 | 3–0 | 0–0 | 2–3 | 0–1 | 1–1 | 2–2 | 0–0 | 0–1 | 0–1 | 2–2 | 3–2 | 2–3 | 3–1 | 1–1 | —   |

| Vitória do mandante; Vitória do visitante; Empate. | Em negrito os jogos "clássicos". |

## Desempenho
Clubes que lideraram o campeonato ao final de cada rodada:
| 1   | 2   | 3   | 4   | 5   | 6   | 7   | 8   | 9   | 10  | 11  | 12  | 13  | 14  | 15  | 16  | 17  | 18  | 19  | 20  | 21  | 22  | 23  | 24  | 25  | 26  | 27  | 28  | 29  | 30  | 31  | 32  | 33  | 34  |
| AJX | AJX | AJX | AJX | AJX | AJX | AJX | AJX | AJX | AJX | AJX | AJX | AJX | AJX | AJX | AJX | AJX | AJX | AJX | AJX | PSV | PSV | PSV | PSV | PSV | PSV | PSV | AJX | AJX | AJX | AJX | AJX | AJX | PSV |

Clubes que ficaram na última posição do campeonato ao final de cada rodada:
| 1  | 2   | 3   | 4   | 5   | 6   | 7   | 8   | 9   | 10  | 11  | 12  | 13  | 14  | 15  | 16  | 17  | 18  | 19  | 20  | 21  | 22  | 23  | 24  | 25  | 26  | 27  | 28  | 29  | 30  | 31  | 32  | 33  | 34  |
| AZ | GRA | GRA | GRA | GRA | GRA | GRA | GRA | GRA | GRA | GRA | GRA | GRA | GRA | GRA | GRA | GRA | GRA | GRA | GRA | GRA | GRA | CAM | CAM | GRA | GRA | CAM | CAM | CAM | CAM | CAM | CAM | CAM | CAM |

## Estatísticas
| Pos. | Jogador          | Equipe        | Gols |
| ---- | ---------------- | ------------- | ---- |
| 1    | Vincent Janssen  | AZ Alkmaar    | 27   |
| 2    | Luuk de Jong     | PSV Eindhoven | 26   |
| 3    | Arkadiusz Milik  | Ajax          | 21   |
| 4    | Dirk Kuyt        | Feyenoord     | 19   |
| 5    | Sébastien Haller | Utrecht       | 17   |
| 5    | Hakim Ziyech     | Twente        | 17   |
| 7    | Mike Havenaar    | ADO Den Haag  | 16   |
| 7    | Christian Santos | NEC Nijmegen  | 16   |
| 9    | Lars Veldwijk    | Zwolle        | 14   |
| 9    | Michiel Kramer   | Feyenoord     | 14   |

| Pos. | Jogador           | Equipe        | Assists. |
| ---- | ----------------- | ------------- | -------- |
| 1    | Édouard Duplan    | ADO Den Haag  | 11       |
| 2    | Rick Karsdorp     | Feyenoord     | 10       |
| 2    | Jürgen Locadia    | PSV Eindhoven | 10       |
| 2    | Lars Veldwijk     | Zwolle        | 10       |
| 2    | Hakim Ziyech      | Twente        | 10       |
| 6    | Andrés Guardado   | PSV Eindhoven | 9        |
| 6    | Joris van Overeem | AZ Alkmaar    | 9        |
| 8    | Dabney dos Santos | AZ Alkmaar    | 8        |
| 8    | Nemanja Gudelj    | Ajax          | 8        |
| 8    | Luuk de Jong      | PSV Eindhoven | 8        |
| 8    | Davy Klaassen     | Ajax          | 8        |
| 8    | Sam Larsson       | Heerenveen    | 8        |

### Hat-tricks
| Jogador          | Para            | Contra                       | Resultado | Data                   | Ref. |
| ---------------- | --------------- | ---------------------------- | --------- | ---------------------- | ---- |
| Oussama Tannane4 | Heracles Almelo | Predefinição:Futebol Cambuur | 6–1       | 22 de agosto de 2015   |      |
| Luuk de Jong     | PSV Eindhoven   | Predefinição:Futebol Cambuur | 6–0       | 12 de setembro de 2015 |      |
| Lars Veldwijk    | Zwolle          | Excelsior                    | 3–0       | 12 de setembro de 2015 |      |
| Dirk Kuyt        | Feyenoord       | Heerenveen                   | 5–2       | 18 de outubro de 2015  |      |
| Dirk Kuyt        | Feyenoord       | AZ Alkmaar                   | 3–1       | 25 de outubro de 2015  |      |
| Michiel Kramer   | Feyenoord       | Excelsior                    | 4–2       | 28 de novembro de 2015 |      |
| Lucas Andersen   | Willem II       | Twente                       | 3–1       | 28 de novembro de 2015 |      |
| Vincent Janssen  | AZ Alkmaar      | Feyenoord                    | 4–2       | 24 de janeiro de 2016  |      |
| Vincent Janssen4 | AZ Alkmaar      | Zwolle                       | 5–1       | 16 de abril de 2016    |      |

4 Jogador marcou quatro gols